# Colivă
Kollyva, Koliva

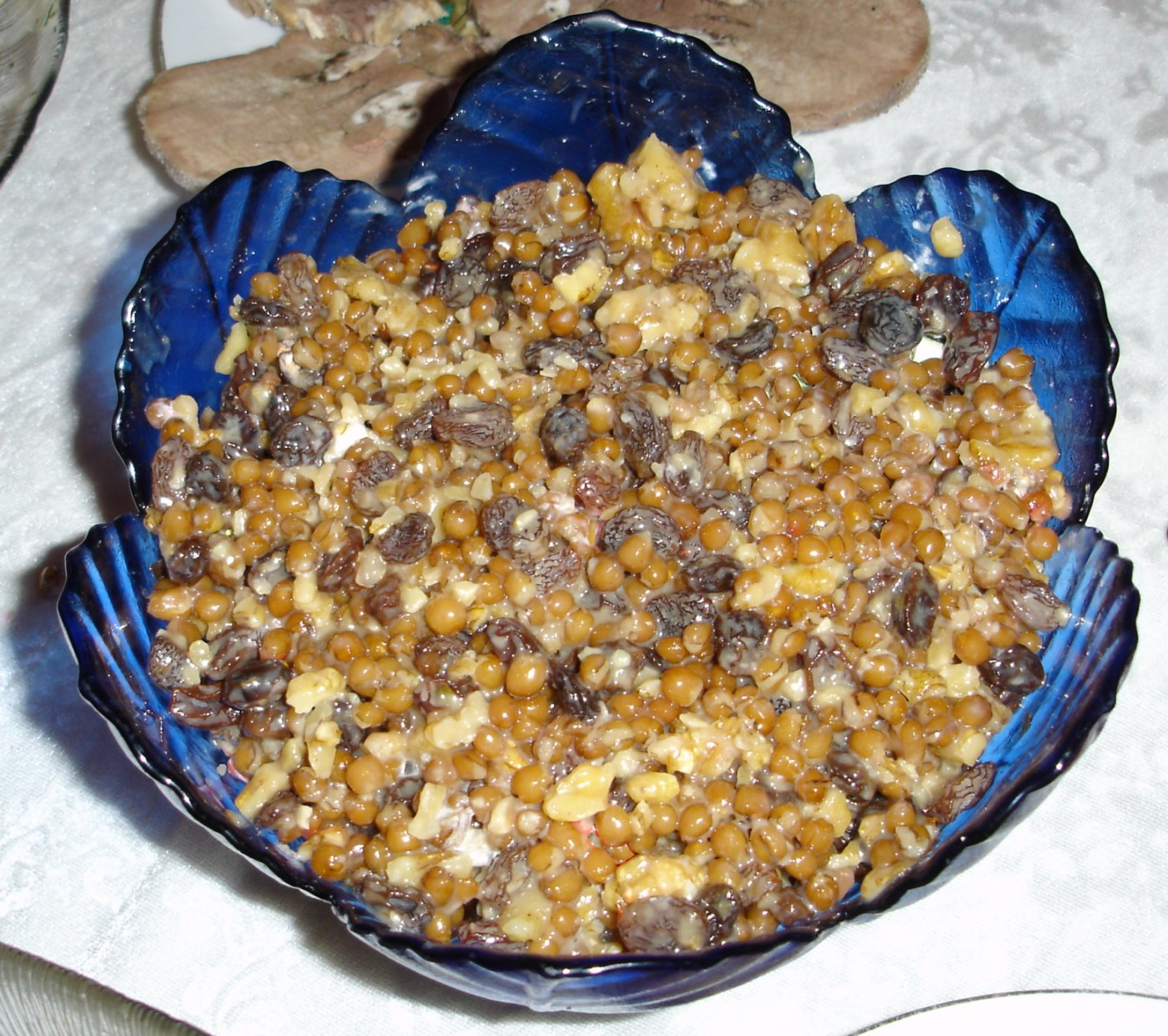
Kollyva aux raisins secs.

La kollyva, en usage rituel en Grèce depuis l’antiquité jusqu’à nos jours, est une préparation traditionnelle exclusivement faite pour les enterrements ou les rituels mortuaires des orthodoxes, également dénommée colivă en Roumanie et Moldavie, koliva en Serbie, Monténégro, Macédoine du Nord et Bulgarie et koutia en Ukraine, Biélorussie et Russie. C’est une préparation à base de blé concassé et bouilli, mélangé avec des noix, du miel, des zestes d’orange, des raisins secs et de la cannelle. Elle est partagée seulement après le service mémoriel en l’honneur d’un défunt, ou au cours des funérailles, après avoir été bénie par un prêtre orthodoxe.

## Histoire
Des préparations du même type que la kollyva sont archéologiquement attestées au néolithique : l’alimentation quotidienne à l’époque semble dominée par des bouillies de céréales mélangées à des légumineux ou des fruits. Désignées par le même mot en grec, en roumain et dans les langues slaves, les kollyves sont obtenues après la mise en bouillie des grains de blé légèrement broyés, additionnée de cerneaux de noix, de sucre ou de miel. Cette bouillie de graines offerte aux funérailles et aux fêtes des morts, rappelle les panspermies ; elle était déjà populaire dans l'antiquité grecque. Mircea Eliade signale que le nom kollyves et l’offrande sont attestés en Grèce antique mais l’origine est probablement plus ancienne, comme en témoignent les résidus des vases du cimetière néolithique du Dipylon. 
Cependant, la légende chrétienne veut que les kollyves aient été inventées par saint Théodore Tiron. Selon cette tradition, l’empereur Julien (361-363), pour forcer les chrétiens à accepter le culte impérial, aurait ordonné au gouverneur de Constantinople d’arroser les aliments dans les marchés avec du sang des victimes sacrifiées aux dieux romains, durant la première semaine du Carême. Saint Théodore aurait alors dit aux chrétiens de ne rien acheter dans les marchés, mais plutôt de manger du blé cuit avec du miel.

## Étymologie
Le nom commun féminin roumain colivă (singulier), colive (pluriel) vient du terme du grec, τα κόλυβα, qui est un pluriel neutre attesté chez Aristophane où il désigne une sorte de gâteau sucré au miel ou aux fruits. Ce terme semble apparenté au grec ὁ κόλλυβος / kollubos : petite pièce de monnaie. Une telle évolution de dons de friandises en monnaie, est perceptible de nos jours dans les traditions balkaniques et notamment roumaines lors des colinde, les quêtes d’enfants, particulièrement à Noël.

## Croyance

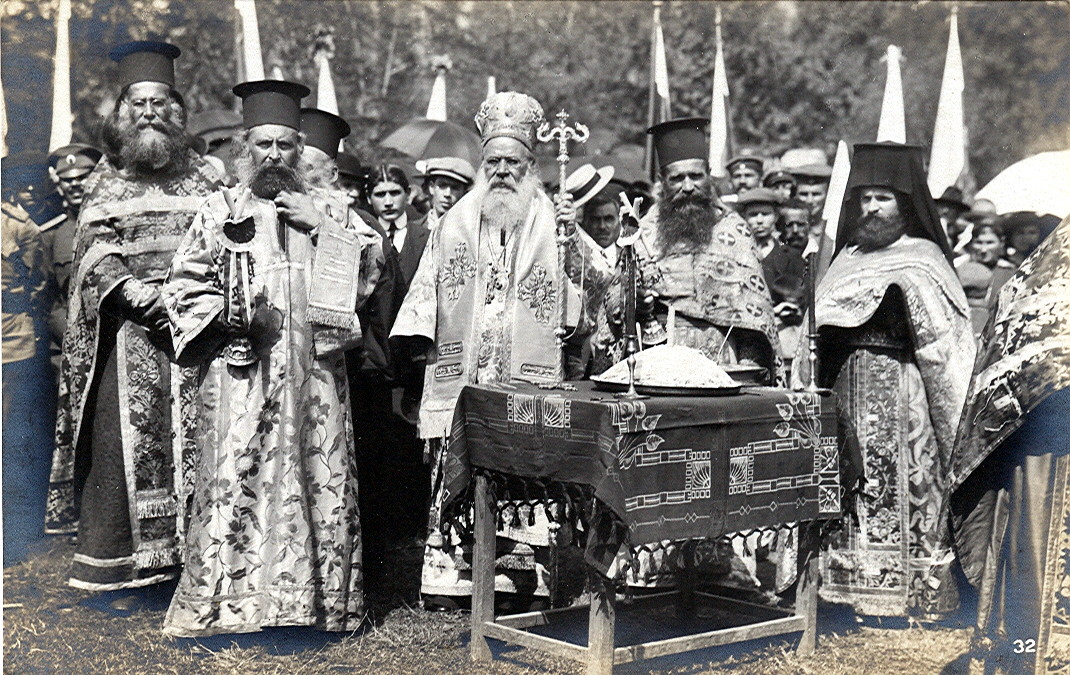
Prêtres orthodoxes macédoniens bénissant des koliva en 1916.

En Roumanie, Moldavie et plus largement dans les Balkans, il existe une offrande céréalière liée au culte des morts. C'est le cas des colive, mais aussi des sfințișori dont la fête a lieu le 9 mars en mémoire des quarante martyrs de Sébaste, ou encore des colaci, que l’on offre aux visiteurs qui viennent saluer le mort, lors de la veillée funèbre.
Selon les prescriptions liturgiques orthodoxes, « le blé bouilli dont se composent les kollyves symbolise la part morte de la nature humaine et la part de résurrection des morts ». Cette interprétation se réfère à la parole du Christ selon laquelle « le grain de blé que l’on jette dans la terre, s’il ne pourrit pas, reste seul, et s’il pourrit, amène beaucoup de fruits ».

## Préparation et consommation
Sa préparation peut différer selon les traditions, s’étalant parfois sur plusieurs jours. Certaines traditions veulent que le blé soit lavé neuf fois à l’eau froide et deux fois à l’eau chaude. Après avoir été bouilli, le blé est mélangé à des raisins secs et à des épices (cumin et cannelle en poudre), puis décoré sur le dessus avec du sucre glace. On y dessine en général une croix avec des dragées blanches ou du cacao. On y rajoute parfois des bonbons colorés pour rendre l’aspect plus festif. Pendant la durée de l'office commémorant les morts où la coliva est bénite, on place en général une bougie sur la coliva. Bien qu’il n’existe pas d’interdiction, on ne prépare pas ce plat à un autre moment vu sa connotation symbolique liée à la fête mortuaire.
En Roumanie et Moldavie, de nos jours on peut acheter aux paroisses des colive toutes faites sous cellophane : elles sont préparées sur commande par les sœurs des monastères orthodoxes les plus proches. La colivă doit être consommée rapidement pour éviter tout risque de fermentation mais se conserve en général bien au réfrigérateur.